# Pico do Raminho
O Pico do Raminho é uma elevação portuguesa localizada na freguesia açoriana do Raminho, concelho de Angra do Heroísmo, ilha Terceira, arquipélago dos Açores.
Este acidente montanhoso encontra-se geograficamente localizado na parte Noroeste da ilha Terceira, junto à costa e eleva-se a 100 metros de altitude acima do nível do mar. Tem origem num irrompimento de bagacinas associado a uma chaminé do Vulcão da Serra de Santa Bárbara que se eleva a 1021 metros, encontrando-se intimamente relacionado com esta formação geológica.